# Loxocèmids
Els loxocèmids (Loxocemidae) són una família de serps de mida mitjana, de cap cònic no diferent del coll; cos cilíndric bastant gruixut, una mica aixafat dorsoventralment a la regió posterior; cua curta i cònica. Els ulls són petits, les escates són amples i llises, totes semblants, amb l'excepció d'una filera ventral lleugerament engrandida. Tenen vestigis de cintura pelviana i una estructura en forma d'urpa com en els Boidae. Són excavadores, però no tan especialitzades, només són trobades en zones molt particulars de les selves tropicals.

## Loxocemus bicolor
Aquesta família només té una espècie classificada que és Loxocemus bicolor i cap subespècie. Mesura de 77 cm a 1 m de longitud, de cua curta, forma del cos robusta i escates llises; cap clarament triangular, amb escates engrandides i la punta del musell aguda amb l'escata rostral engrandida i doblegada cap al dors. La seva coloració al dors és marró violeta, amb taques de color blanc groguenc a la regió lateroventral. Les escates labials i inferiors són de color blanc groguenc.

### Distribució, hàbitat i hàbits
Té una àmplia distribució en els llocs humits de les costes del Pacífic, des de Mèxic fins a l'Amèrica central, habitant en la selva baixa o mitjana caducifòlia i en matolls espinosos, és d'hàbits nocturns, terrestres i crepusculars, trobant-se al vespre assolellant-se en llocs oberts en substrats que retenen la calor per més temps del normal com roques, troncs secs i paviment de les carreteres. S'alimenten de petits mamífers i sargantanes, encara que també d'ous d'iguana. Es reprodueixen de forma ovípara.